# Estación Thea
Thea es una estación de ferrocarril ubicada en la localidad de Villa Giardino del Departamento Punilla, provincia de Córdoba, Argentina.

## Historia
En 1585, se otorgó al conquistador español Pérez de Aragón  gran parte del valle de Punilla, quien creó la estancia  El Pescadero, luego Los Quimbaletes. En 1800 se edificó la capillita Nuestra Señora de la Merced. Parte de esta estancia fue adquirida a fines del siglo XIX por el ingeniero, nacido en Italia, Miguel Thea  quien había sido contratado como asesor por el gobierno argentino para las obras de construcción del Tren de las Sierras. Miguel Thea denominó a estas tierras El Molino, ya que allí existía un viejo molino de agua. Se construyó el mirador al estilo europeo que luego se transformado en el símbolo turístico de Villa Giardino : el Molino de Thea.
En el año 1857, se inauguró en Buenos Aires el ferrocarril, y este importante medio de comunicación llegó a las Sierras de Córdoba, en el año 1892, fue habilitado el tramo Cosquín - Capilla del Monte del Tren de las Sierras.
El 22 de marzo de 1917 se dispuso que se nombre a la Estación Ferroviaria Miguel Thea.

### Cambio de nombre
El 14 de junio de 1964 se estableció que Villa Giardino, hasta entonces frecuentemente llamada Thea,  llevara el nombre con que se la conoce quedando restringido el nombre de Thea a la estación ferroviaria y a la zona del molino.

## Ubicación
Se encuentra en el km 568.5 del Ramal A1 del Ferrocarril General Belgrano.

## Servicios
Este ramal presta servicios de pasajeros entre Capilla del Monte y Alta Córdoba dentro de la Ciudad de Córdoba; sin embargo los trenes no observan parada en esta estación.